# シュレンク平衡
シュレンク平衡（シュレンクへいこう、英: Schlenk equilibrium）は、グリニャール試薬ならびにハウザー塩基の溶液中で起こる化学平衡である。名称は発見者のヴィルヘルム・シュレンクに因む。
2 RMgX  MgX2  +  MgR2
この過程は2当量のアルキルまたはアリールマグネシウムハライド（式の左辺）と1当量のジアルキルまたはジアリールマグネシウム化合物およびハロゲン化マグネシウム塩（右辺）との間の平衡である。溶液中の有機ハロゲン化マグネシウムは、特に高濃度では、二量体や高次オリゴマーも形成する。エーテル中でアルキル塩化マグネシウムは二量体として存在する。
平衡の位置は溶媒、温度、様々な置換基の性質によって影響を受ける。グリニャール試薬のマグネシウム中心は典型的にといった2分子のエーテル（ジエチルエーテルやテトラヒドロフラン（THF）など）を配位する。したがって、組成式RMgXL2（L = エーテル）と記述するのがより正確である。モノエーテルが存在すると、平衡は典型的にアルキルまたはアリールハロゲン化マグネシウムに傾く。しかしながら、こういった溶液にジオキサンを添加すると、二ハロゲン化物MgX2(ジオキサン) の沈殿が起こり、平衡は完全に式の右辺へ傾く。ジアルキルマグネシウム化合物は強力なアルキル化剤であり、有機金属化合物の合成において人気がある。